# Seounsan
Seounsan (koreanska: 서운산) är ett berg i Sydkorea. Det ligger i den centrala delen av landet, 80 km söder om huvudstaden Seoul. Toppen på Seounsan är 547 meter över havet, eller 250 meter över den omgivande terrängen. Bredden vid basen är 10,3 km.
Terrängen runt Seounsan är kuperad åt sydost, men åt nordväst är den platt. Runt Seounsan är det ganska tätbefolkat, med 149 invånare per kvadratkilometer. Närmaste större samhälle är Cheonan, 18,8 km sydväst om Seounsan. I omgivningarna runt Seounsan växer i huvudsak blandskog.